# Helen Reilly
Helen Reilly (Nueva York, 25 de abril de 1891 – Albuquerque, 11 de enero de 1962), fue una escritora estadounidense de misterio, conocida por una serie de novelas protagonizadas por el Inspector Christopher McKee, jefe de la ficticia Brigada de Homicidios de Manhattan. Gran parte de su obra fue escrita bajo el seudónimo de Kieran Abbey. Fue miembro de la Asociación de Escritores de Misterio de Estados Unidos, donde ejerció como presidenta en 1953.
Nació bajo el nombre de Hellen Kieran en 1891 en Nueva York. Asistió a la Hunter College, donde se graduó en 1914. Ese mismo año, contrajo matrimonio con el artista Paul Reilly. Dos de sus cuatro hijas, Ursula Curtiss y Mary McMullen, también se convirtieron en escritoras de misterio.
Helen Reilly falleció el 11 de enero de 1962, en Alburquerque, Nuevo México. Su marido había fallecido en 1944.

### Serie del Inspector McKee
- The Diamond Feather (1930)
- Murder in the Mews (1931)
- The Line-Up (1934)
- McKee of Centre Street (1934)
- Mr. Smith's Hat: A Case of Inspector McKee (1936)
- Dead Man Control (1936)
- All Concerned Notified (1940)
- Dead for a Ducat (1939)
- The Dead Can Tell (1940)
- Death Demands an Audience (1940)
- Murder in Shinbone Alley (1940)
- Mourned on Sunday (1941)
- Three Women in Black (1941)
- Name Your Poison (1942)
- The Opening Door (1944)
- Murder on Angler's Island (1945)
- The Silver Leopard (1946)
- The Farmhouse (1947)
- Staircase 4 (1949)
- Murder in Arroways (1950)
- Lament for the Bride (1951)
- The Double Man (1952)
- The Velvet Hand (1953)
- Tell Her It's Murder (1954)
- Compartment K: Murder Rides a Canadian Transcontinental Express (1955)
- The Canvas Dagger (1956)
- Ding, Dong, Bell (1958)
- Not Me, Inspector (1959)
- Follow Me (1960)
- Certain Sleep (1961)
- The Day She Died (1962)

### Otros libros de misterio
- The Thrity-first Bullfinch (1930)
- Man with the Painted Head (1931)
- The Doll's Trunk Murder (1932)
- File on Rufus Ray (1937)

Bajo el seudónimo Kieran Abbey
- Run with the Hare (1941)
- And Let the Coffin Pass (1942)
- Beyond the Dark (1944)